# Saint-Martin-l’Heureux
Saint-Martin-l’Heureux ist eine französische Gemeinde mit 91 Einwohnern (Stand: 1. Januar 2022) im Département Marne in der Region Grand Est (vor 2016: Champagne-Ardenne). Die Gemeinde gehört zum Arrondissement Reims und zum Kanton Mourmelon-Vesle et Monts de Champagne.

## Geographie
Saint-Martin-l’Heureux liegt etwa 33 Kilometer ostnordöstlich des Stadtzentrums von Reims an der Suippe. Umgeben wird Saint-Martin-l’Heureux von den Nachbargemeinden Saint-Hilaire-le-Petit im Norden, Saint-Clément-à-Arnes im Nordosten, Saint-Souplet-sur-Py im Osten und Südosten, Dontrien im Süden und Südosten, Vaudesincourt im Süden und Südwesten, Prosnes im Südwesten sowie Pontfaverger-Moronvilliers im Westen und Nordwesten.

## Bevölkerungsentwicklung
| Jahr                       | 1962 | 1968 | 1975 | 1982 | 1990 | 1999 | 2006 | 2012 | 2018 |
| Einwohner                  | 129  | 114  | 99   | 83   | 91   | 90   | 77   | 85   | 86   |
| Quellen: Cassini und INSEE |      |      |      |      |      |      |      |      |      |

## Sehenswürdigkeiten
- Kirche Saint-Martin